# أنغادانان
أنغادانان أو بلدية أنغادانان (بالتاغالوغية: Bayan ng Angadanan)‏؛ وتسمى ايضاً أنغادانان نويفو) هي بلدية في مقاطعة إيزابيلا، الفلبين. يبلغ عدد سكانها 44977 نسمة حسب تعداد عام 2020.

## المناخ
| البيانات المناخية لـبلدية أنغادانان | البيانات المناخية لـبلدية أنغادانان | البيانات المناخية لـبلدية أنغادانان | البيانات المناخية لـبلدية أنغادانان | البيانات المناخية لـبلدية أنغادانان | البيانات المناخية لـبلدية أنغادانان | البيانات المناخية لـبلدية أنغادانان | البيانات المناخية لـبلدية أنغادانان | البيانات المناخية لـبلدية أنغادانان | البيانات المناخية لـبلدية أنغادانان | البيانات المناخية لـبلدية أنغادانان | البيانات المناخية لـبلدية أنغادانان | البيانات المناخية لـبلدية أنغادانان | البيانات المناخية لـبلدية أنغادانان |
| الشهر                               | يناير                               | فبراير                              | مارس                                | أبريل                               | مايو                                | يونيو                               | يوليو                               | أغسطس                               | سبتمبر                              | أكتوبر                              | نوفمبر                              | ديسمبر                              | المعدل السنوي                       |
| ----------------------------------- | ----------------------------------- | ----------------------------------- | ----------------------------------- | ----------------------------------- | ----------------------------------- | ----------------------------------- | ----------------------------------- | ----------------------------------- | ----------------------------------- | ----------------------------------- | ----------------------------------- | ----------------------------------- | ----------------------------------- |
| متوسط درجة الحرارة الكبرى °م (°ف)   | 29 (84)                             | 30 (86)                             | 32 (90)                             | 35 (95)                             | 35 (95)                             | 35 (95)                             | 34 (93)                             | 33 (91)                             | 32 (90)                             | 31 (88)                             | 30 (86)                             | 28 (82)                             | 32 (90)                             |
| متوسط درجة الحرارة الصغرى °م (°ف)   | 19 (66)                             | 20 (68)                             | 21 (70)                             | 23 (73)                             | 23 (73)                             | 24 (75)                             | 23 (73)                             | 23 (73)                             | 23 (73)                             | 22 (72)                             | 21 (70)                             | 20 (68)                             | 22 (71)                             |
| الهطول مم (إنش)                     | 31.2 (1.23)                         | 23 (0.9)                            | 27.7 (1.09)                         | 28.1 (1.11)                         | 113.5 (4.47)                        | 141.4 (5.57)                        | 176.4 (6.94)                        | 236.6 (9.31)                        | 224.9 (8.85)                        | 247.7 (9.75)                        | 222.9 (8.78)                        | 178 (7.0)                           | 1٬651٫4 (65)                        |
| متوسط الأيام الممطرة                | 10                                  | 6                                   | 5                                   | 5                                   | 13                                  | 12                                  | 15                                  | 15                                  | 15                                  | 17                                  | 16                                  | 15                                  | 144                                 |
| المصدر: World Weather Online        |                                     |                                     |                                     |                                     |                                     |                                     |                                     |                                     |                                     |                                     |                                     |                                     |                                     |

## روابط خارجية
- الملف البلدي في المجلس الوطني للتنافسية في الفلبين
- أنغادانان في موقع حكومة إيزابيلا
- بلدية أنغادانان
- نظام إدارة أداء الحكم المحلي
- معلومات التعداد الفلبينية